# Hořejší rybník (Hloubětín)
Hořejší rybník je rybník o rozloze 4,06 ha, spadající pod katastrální území pražského Hloubětína. Leží v západní části katastru u železničních mostů tratě Praha-Kolín, na jih od areálu společnosti Tesla. Hráz je zemní sypaná s výškou cca 4,5 m. Vlastníkem je Hlavní město Praha, správcem je společnost Lesy hl. m. Prahy.

## Historie
Rybník byl založen nejspíš v 16. století. Původně se zde po proudu Rokytky vedle Hořejšího rybníka nacházela ještě jedna menší nádrž. Zanášela se však a její odtok se ucpával, proto byla zrušena.
Rybník byl postaven k chovu ryb a současně sloužil i jako zásobárna vody pro nedaleký Kejřův mlýn. Před vybudováním koupaliště v letech 1961–1962 v sousedství rybníka byl využíván též ke koupání, jeho okolí bylo travnaté a bez stromů. Nedlouho předtím proběhlo odbahnění rybníka. Vytěženým materiálem se zavezly mokřady okolo Rokytky v Kyjích, kde se následně postavily skleníky pro pěstování zeleniny (dnes už nepoužívané). Při výstavbě koupaliště byla současně vystavěna dělicí hráz mezi rybníkem a Rokytkou, která původně nádrží přímo protékala. Koryto řeky bylo uměle upraveno, stejně jako břehy rybníka, vyložené betonovými tvárnicemi.
V letech 2008–2010 byla na tělese bývalé železniční vlečky ČKD vybudována cyklostezka Rokytka, která začíná u Hořejšího rybníka.
V letech 2012–2013 proběhla celková rekonstrukce rybníka a rovněž jeho odbahnění. Ze dna bylo odtěženo 20 000 m³ sedimentu, který byl použit na rekultivaci pozemku pod hrází a pro revitalizaci sadu na vrchu Třešňovka v Hrdlořezích. Poškozené betonové opevnění na hrázi nahradila kamenná dlažba a opraveny byly i další technické prvky (nátok na Kejřův mlýn, požerák). Podél Rokytky byl břeh rybníka stabilizován kamenným záhozem. Pro návštěvníky vyrostlo na rybníce malé dřevěné molo. Upravena byla i cesta na dělicí hrázi, stejně jako vlastní koryto Rokytky – původní stupně byly nahrazeny balvanitými skluzy, které umožňují pohyb ryb. Místo koupaliště vznikl ještě jeden menší rybníček nazvaný Polifkův rybník.
Podél rybníka vede turistická značená trasa  1105 od konečné tramvají v Kobylisích do Starých Malešic.